# Weißkehl-Seidenkuckuck
Der Weißkehl-Seidenkuckuck (Coua ruficeps), auch Weißkehlcoua oder Rostkappen-Seidenkuckuck genannt, ist eine auf Madagaskar endemisch vorkommende Kuckucksart der Gattung der Seidenkuckucke. Die Art umfasst die zwei Unterarten C. r. ruficeps G. R. Gray 1846 und C. r. olivaceiceps (Sharpe 1873).

## Merkmale
Der Weißkehl-Seidenkuckuck ist inklusive der Steuerfedern etwa 42 cm lang. Namensgebend ist die weiße Färbung der Kehle. Das obere Gefieder ist grünbraun, die langen Steuerfedern braun bis dunkelviolett. Der Bauch ist blass rotbraun bis weiß gefärbt, die Brust blasslila. Auffallend ist der blau gefärbte, federlose Augenring, welcher von schwarzen Federn umrandet ist. Die Nominatform hat eine rötlichbraun gefärbte Stirn und Haube. Bei der Unterart C. r. olivaceiceps sind diese Bereiche grün-braun gefärbt. Die langen Beine sowie der Schnabel sind schwarz. Es gibt keinen Sexualdimorphismus.

## Verbreitung und Lebensraum
Der Weißkehl-Seidenkuckuck ist wie alle anderen Seidenkuckucke endemisch für Madagaskar. Die Unterart C. r. ruficeps kommt in Süd-West-Madagaskar südlich von Mahajanga bis etwa Morondava vor. Das Verbreitungsgebiet der Unterart C. r. olivaceiceps schließt sich südlich von Morondava bis in die Region des Nationalpark Tsimanampetsotsa an. Der Weißkehl-Seidenkuckuck bevorzugt Habitate wie Trockensavannen, Dornstrauchsavannen, sekundäre Savannen, Galeriewälder und lichtere Wälder. Aufgrund der Häufigkeit der Art wird der Weißkehl-Seidenkuckuck seitens der IUCN als „nicht gefährdet“ eingestuft.

## Lebensweise
Der Weißkehl-Seidenkuckuck bewegt sich meist am Boden fort. Alleine, als Paar oder im Familienverband sucht er meist am Boden oder in den unteren Vegetationsschichten nach Nahrung, die aus Heuschrecken, Käfern, Beeren und Samen besteht. Kommt der Weißkehl-Seidenkuckuck sympatrisch mit anderen Seidenkuckuckarten wie dem Spitzschopf-Seidenkuckuck oder dem Coquerel-Seidenkuckuck vor, bewegt er sich fast ausschließlich am Boden. Bei Gefahr flieht er meist rennend, seltener fliegend.

## Systematik
Die Unterart C. r. olivaceiceps wurde unter dem Namen Sericosomus olivaceiceps als eigene Art geführt. Aufgrund morphologischer Unterschiede und sich stark voneinander unterscheidende Gesänge werden die Unterarten teilweise, beispielsweise von der IUCN, wieder als zwei separate Arten behandelt. Die Unterart C. r. olivaceiceps wird dann als Coua olivaceiceps geführt.

## Etymologie und Forschungsgeschichte
George Robert Gray beschrieb den Weißkehl-Seidenkuckuck unter dem heutigen Namen Coua ruficeps. Als Fundort nannte er Madagaskar. David William Mitchell (1813–1859) lieferte die Tafel 115 mit der Illustration des Kuckucks zu Grays Werk. »Coua« ist eine madagassische Onomatopoesie für den Ruf des Spitzschopf-Seidenkuckuck (Coua cristata), der wie »Koa« klingt. Louis Pierre Vieillot nannte diesen 1817 Le Coulicou Coua (Coccyzus cristatus), war sich aber nicht sicher, ob  sich Coua von seinem Ruf oder einer anderen Eigenschaft ableitet. So war es Heinrich Rudolf Schinz, der 1821 die Gattung der Seidenkuckucke für den Riesen-Seidenkuckuck (Coua gigas) einführte, der später auch der Weißkehl-Seidenkuckuck zugeschlagen wurde. Das Artepitheton »ruficeps« setzt sich aus dem lateinischen »rufus« für »rot« und »-ceps, caput« für »-köpfig, Kopf« zusammen. »Olivaceiceps« ist ein Wortgebilde aus »olivaceus« für »olivfarben« und ebenfalls »-ceps, caput« für »-köpfig, Kopf«.